# Helvíkov
Helvíkov (německy Klein Hermigsdorf) je malá vesnice, část obce Anenská Studánka v okrese Ústí nad Orlicí. Nachází se asi 2,5 kilometru jižně od Anenské Studánky. Helvíkov je také název katastrálního území o rozloze 3,39 km².

## Historie
První písemná zmínka o vesnici pochází z roku 1292. Ve vesnici byla v minulosti hasičská zbrojnice, hostinec a škola. V okolí kaple se rozkládal hřbitov.
V letech 1869–1950 byla samostatnou obcí, v letech 1961–1975 a od 24. listopadu 1990 se vesnice stala součástí obce Anenská Studánka a od 1. ledna 1976 do 23. listopadu 1990 spolu s obcí Anenská Studánka součástí obce Damníkov.

## Obyvatelstvo
| Rok            | 1869 | 1880 | 1890 | 1900 | 1910 | 1921 | 1930 | 1950 | 1961 | 1970 | 1980 | 1991 | 2001 | 2011 | 2021 |
| -------------- | ---- | ---- | ---- | ---- | ---- | ---- | ---- | ---- | ---- | ---- | ---- | ---- | ---- | ---- | ---- |
| Počet obyvatel | 381  | 356  | 345  | 331  | 274  | 279  | 252  | 94   | 71   | 42   | 11   | 2    | 10   | 12   | 15   |
| Počet domů     | 59   | 57   | 57   | 55   | 54   | 51   | 52   | 41   | 41   | 13   | 6    | 18   | 19   | 19   | 16   |

## Turistika a sport
Vesnicí vede červená turistická značka z Anenské Studánky pokračující na rozcestí turistických značek Nad Mladějovským hradištěm.

## Pamětihodnosti
- V Helvíkově stojí Kaple Nanebevzetí Panny Marie (založena roku 1752), která prošla rekonstrukcí a konají se v ní pravidelné poutní bohoslužby a příležitostně koncerty. Před vchodem do kaple stojí kamenný kříž z roku 1800.
- Stará stodola s letopočtem 1897

## Galerie

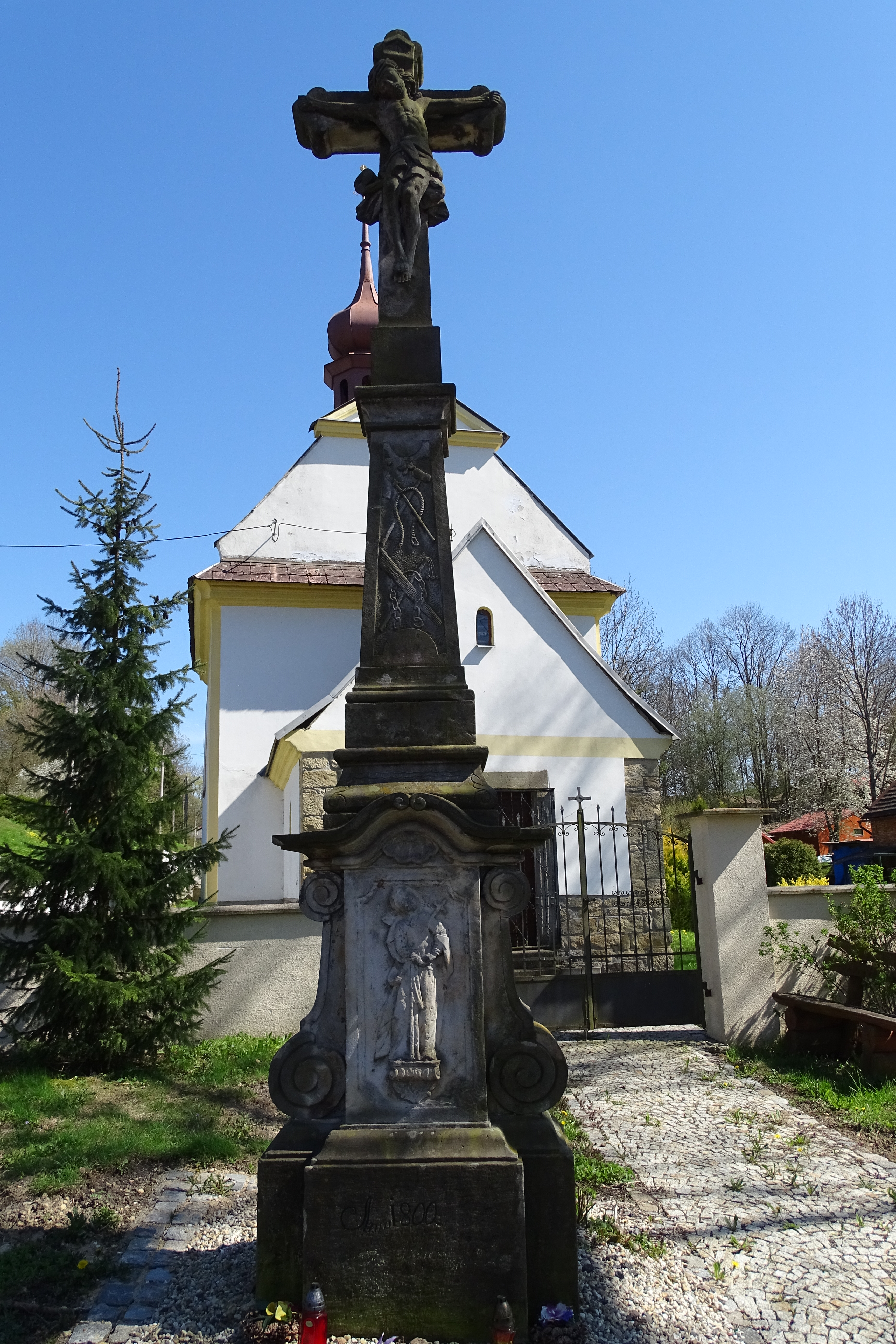
Kamenný kříž
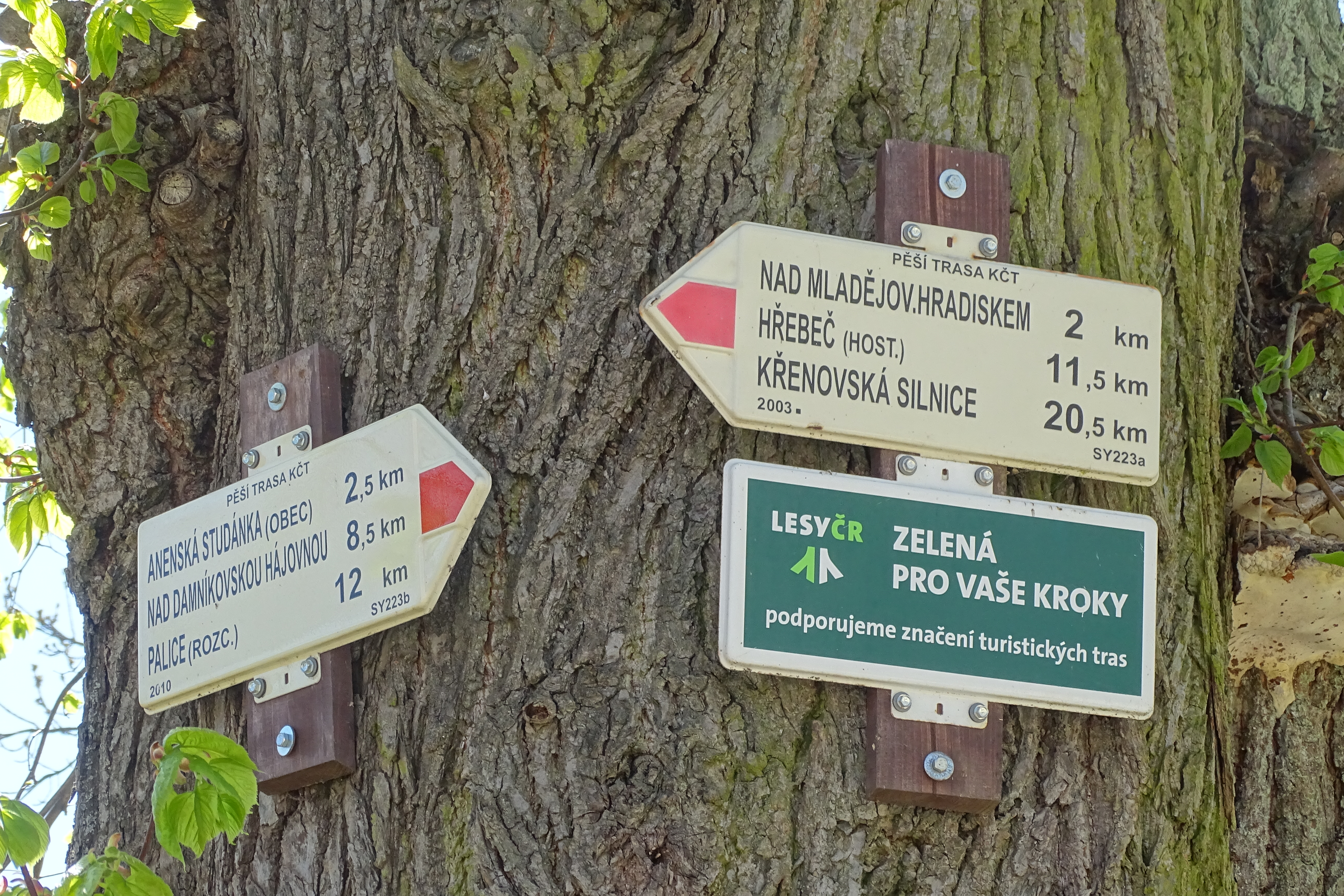
Turistický rozcestník
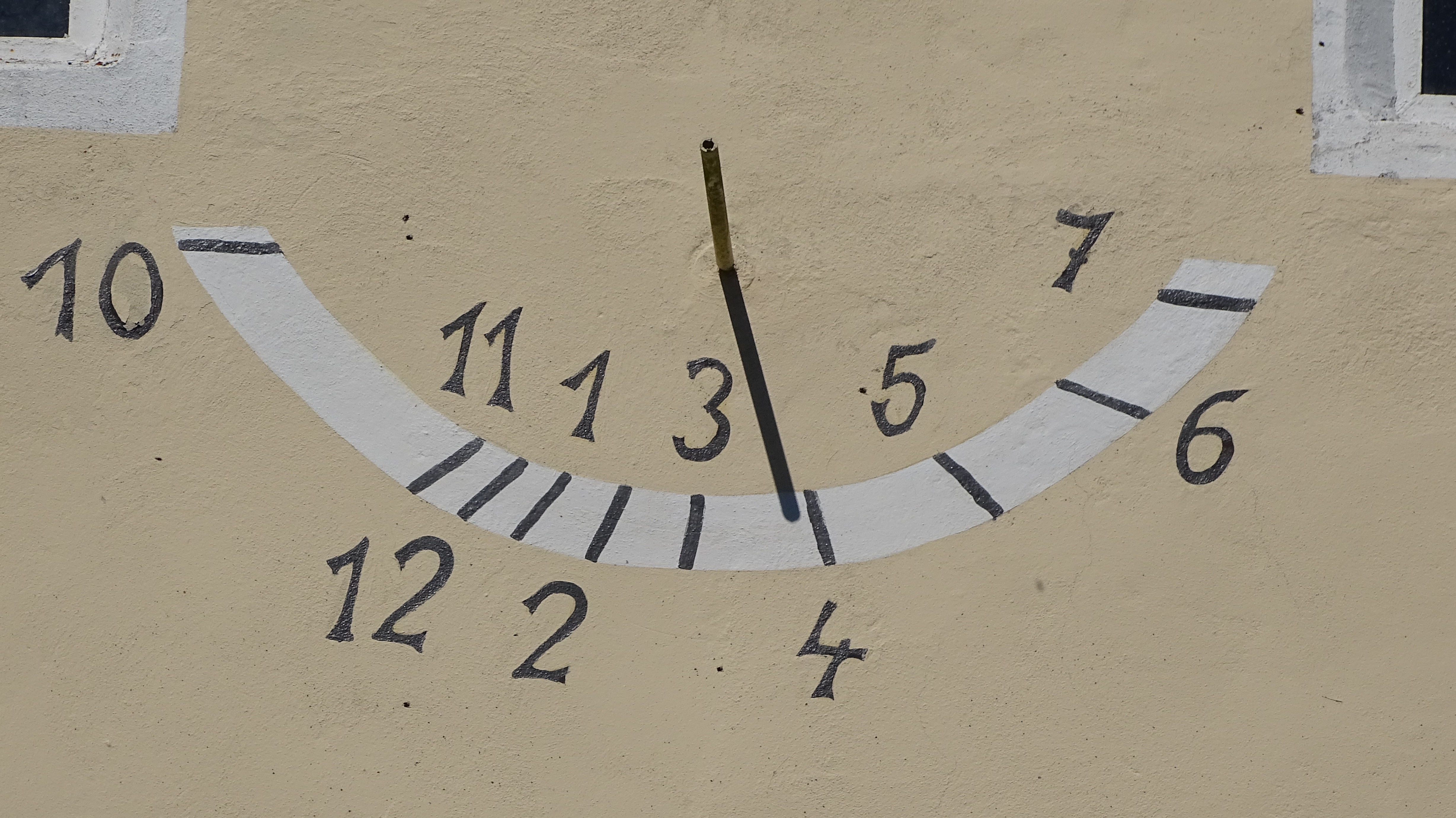
Sluneční hodiny